# Casato di La Rochefoucauld

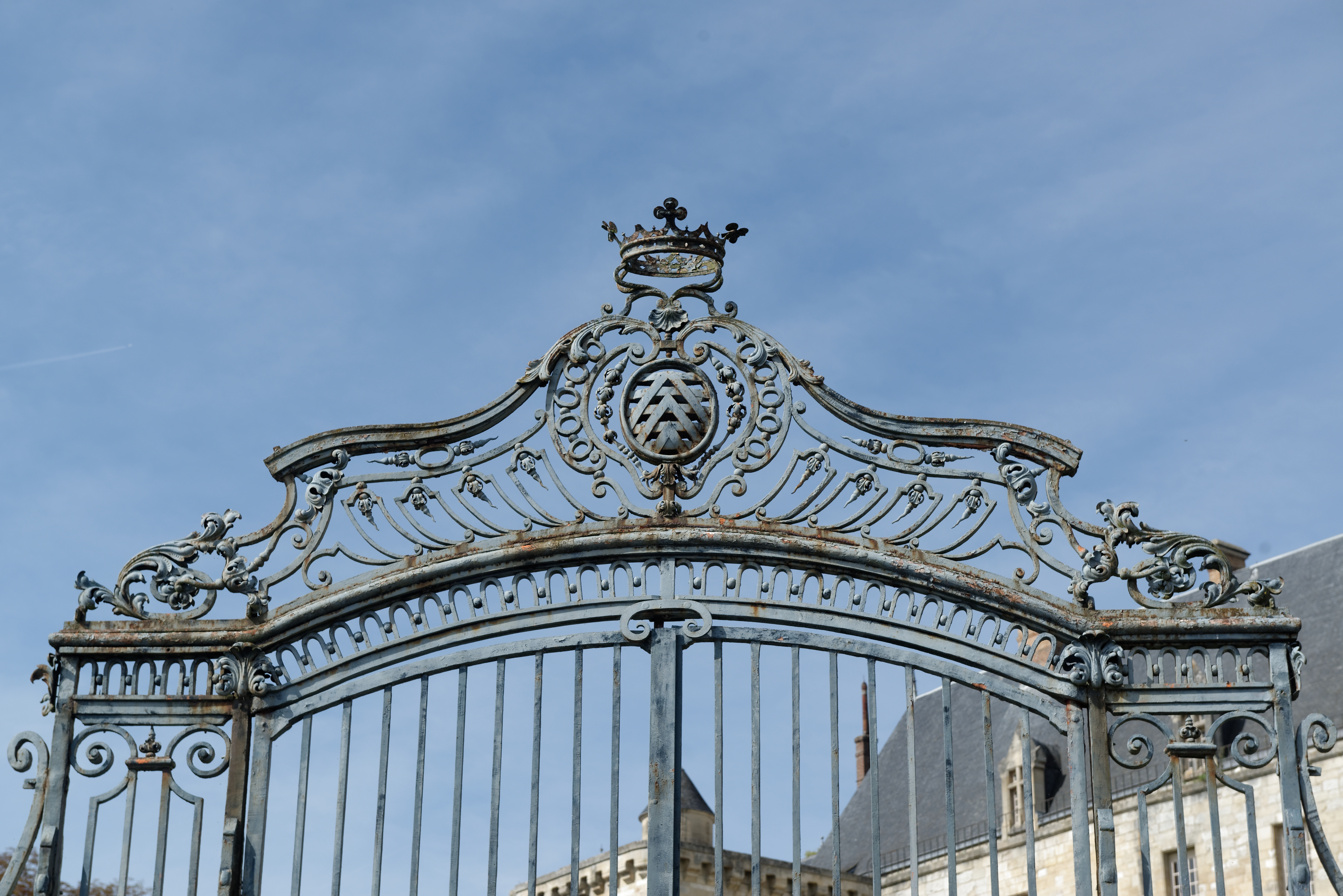
Stemma di Casa de La Rochefoucauld sul cancello del Castello di La Roche-Guyon

Il Casato di La Rochefoucauld, originario dell'Angoumois, è una delle più antiche famiglie nobili francesi.

## Origini del nome
Diversi autori hanno avanzato delle ipotesi secondo cui il primo membro della famiglia, Ademaro, noto anche come Amaury o Esmerin, fosse figlio del Visconte di Limoges o del signore Ugo I di Lusignano. Quest'ultima ipotesi porterebbe ad un legame con lo stemma della famiglia. Lo storico André Debord ha rapportato l'origine della casata alla famiglia Montbron nel XII secolo.
La signoria di La Roche era originariamente una baronia nel XIII secolo. I discendenti di Foucauld I de La Roche e di Jarsande presero poi il nome di Foucauld.

## Signori e baroni de La Rochefoucauld (X-XV secolo)
1. Adémar de La Roche, (952-1037).
2. Foucauld I de La Roche (figlio del precedente), signore de La Roche, (978-1047), sposato con quattro figli
3. Guy I de La Roche (figlio del precedente), fondò nel 1060 il priorato di Saint-Florent de La Rochefoucauld.
4. Guy II de La Roche (figlio del precedente), signore de La Rochefoucauld (1081). Sposò Eve, dalla quale ebbe tre figli.
5. Guy III de La Roche (figlio del precedente), signore de La Rochefoucauld (m. 1120).
6. Aymar de La Roche (figlio del precedente), signore de La Rochefoucauld e di Verteuil (m. 1140). Guidò diverse guerre contro Wulgrin II, conte di Angoulême. Sposò Mathilde de Chabanais.
7. Guy IV de La Roche (figlio del precedente), signore de La Rochefoucauld, Verteuil, Marthon, Blanzac. Fu in guerra con Guglielmo di Angoulême; nel 1170 assistette alla dedicazione dell'Abbazia di Saint-Amant-de-Boixe. Sposò la figlia di Aimery, visconte di Rochechouart, dalla quale ebbe due figli.
8. Foucauld II de La Roche (figlio del precedente) signore de La Rochefoucauld. Prestò servizio nell'esercito di re Filippo II Augusto di Francia e venne fatto prigioniero nel 1198 nella Battaglia di Gisors. Fu padre di quattro figli.
9. Guy V de La Rochefoucauld (figlio del precedente), fondò il Convento dei Cordiglieri di Angouleme nel 1230.
10. Aimeri I de La Rochefoucauld (fratello del precedente e figlio di Foucauld II), signore de La Rochefoucauld nel 1219, e di Verteuil, conte de la Marche. Morì dopo il 1250. Sposò Létice de Parthenay, dalla quale ebbe cinque figli.
11. Guy VI de La Rochefoucauld (figlio del precedente), signore de La Rochefoucauld, di Verteuil, de Marthon, di Saint Claud, di Saint Laurent, di Blanzac e di Cellefrouin, abbracciò la causa di Ugo VII di Lusignano, conte de la Marche, contro re Luigi IX di Francia. Nel 1295 si ritirò nell'abbazia di Grosbos, e morì in quello stesso anno. Sposò Agnès de Rochechouart, dalla quale ebbe nove figli.
12. Aimeri II de La Rochefoucauld (figlio del precedente), barone de La Rochefoucauld, signore di Verteuil, di Marthon, di Saint Claud, di Saint Laurent, di Blanzac, di Monteil e di Cellefrouin (v.1265-1295). Nel 1280 sposò Dauphine de La Tour-d'Auvergne, dalla quale ebbe cinque figli.
13. Guy VII de La Rochefoucauld (figlio del precedente), barone de La Rochefoucauld. Servì re Filippo V di Francia contro la Contea delle Fiandre (1317–1318). Scomunicato da Aiguelin de Blaye (vescovo di Angoulême). Fondò il Convento dei Carmelitani de La Rochefoucauld (1329). Ucciso a fianco a Giovanni II di Francia nella Battaglia di Poitiers (1356). Sposò nel 1309 Agnès de Culant dalla quale ebbe nove figli.
14. Aimeri III de La Rochefoucauld (figlio del precedente), barone de La Rochefoucauld. Prestò servizio a Filippo VI di Francia (1338). Morto il 16 settembre 1362. Sposò Rogette de Grailly, e fu padre di Gui VIII.
15. Guy VIII de La Rochefoucauld (figlio del precedente), barone de La Rochefoucauld, governatore dell'Angoumois, consigliere e Gran Ciambellano di Francia di re Carlo V di Francia, Carlo VI di Francia e Filippo II di Borgogna. Si scontrò a Bordeaux con Guglielmo di Monferrato, partigiano per gli inglesi. Sposò Giovanna di Lussemburgo, e in seconde nozze Margherita di Craon dalla quale ebbe otto figli
16. Foucauld III de La Rochefoucauld (figlio del precedente), barone de La Rochefoucauld, consigliere, ciambellano di re Carlo VII di Francia (m. 1467). Cavaliere (1451), prese parte all'assedio di Fronsac. Salvò re Carlo VII ed il suo castello (12 luglio - 27 luglio 1453, con la battaglia di Castillon, che segnò la fine della Guerra dei Cento anni. Sposò Jeanne de Rochechouart dalla quale ebbe tre figli.
17. Jean I de La Rochefoucauld, barone de La Rochefoucauld, consigliere e gran ciambellano di Francia per i re Luigi XI di Francia e Carlo VIII di Francia, governatore di Bayonne.

## Conti de La Rochefoucauld (e principi di Marcillac) (XVI secolo)
Re Francesco I di Francia elevò la baronia de La Rochefoucauld a contea nell'aprile del 1528.
1. François I de La Rochefoucauld, conte de La Rochefoucauld (m. 1541). Ciambellano di re Carlo VIII e Luigi XII di Francia. Sposò Louise de Crussol.
2. François II de La Rochefoucauld, conte de La Rochefoucauld, principe di Marcillac, barone di Verteuil, etc. (1494–1533). Sposò Anne de Polignac (1518).
3. François III de La Rochefoucauld (1521 - 24 agosto 1572), conte de La Rochefoucauld, principe di Marcillac, conte di Roucy, barone di Verteuil, etc. Sposò in prime nozze Sylvie Pic de la Mirandole, e in seconde nozze Charlotte de Roye (m. 8 aprile 1571), contessa de Roucy, cognata di Luigi I di Borbone-Condé. Protestante, venne ucciso nella Notte di San Bartolomeo.
4. François IV de La Rochefoucauld (1554 - 15 marzo 1591) (figlio del precedente). Conte de La Rochefoucauld, principe di Marcillac, conte de Roucy, barone di Verteuil, etc. Sposò Claude d'Estissac (27 settembre 1587). Protestante, venne ucciso a Saint-Yrieix dalla Lega Cattolica francese.

Il titolo di conte, accanto a quelli di marchese e visconte, rimase come titolo di cortesia per i figli cadetti

## Duchi de La Rochefoucauld (XVII secolo - oggi)

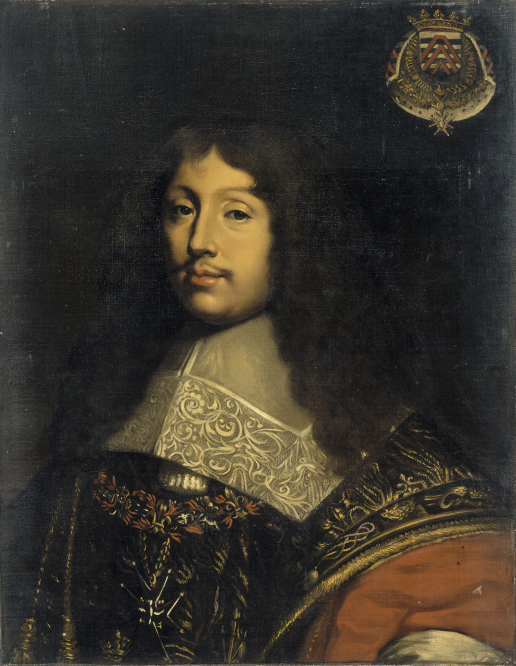
François VI de La Rochefoucauld

Luigi XIII di Francia elevò la contea de La Rochefoucauld in ducato il 22 aprile 1622.
1. François V de La Rochefoucauld (figlio del precedente), duca de La Rochefoucauld (7 settembre 1588 - 8 febbraio 1650), conte fino al 1622. Cattolico, sposò Gabrielle du Plessis-Liancourt (luglio 1611).
2. François VI de La Rochefoucauld (figlio del precedente), duca de La Rochefoucauld (15 dicembre 1613 - 17 marzo 1680). Sposò Andrée de Vivonne (20 gennaio 1628). Scrittore delle Massime e delle Memorie, fu anche storiografo sul periodo della Fronda.
3. François VII de La Rochefoucauld (figlio del precedente), duca de La Rochefoucauld (15 giugno 1634 - 12 gennaio 1714). Grand veneur de France. Sposò Jeanne du Plessis-Liancourt, sua cugina.
4. François VIII de La Rochefoucauld (figlio del precedente), duca de La Rochefoucauld (17 agosto 1663 - 22 aprile 1728). Sposò Magdeleine Charlotte le Tellier de Louvois, figlia di François Michel Le Tellier de Louvois.
5. François IX de La Rochefoucauld (figlio del precedente), duca de La Rochefoucauld (1681–1699).
6. Alexandre de La Rochefoucauld (figlio di François VIII), duca de La Rochefoucauld (29 settembre 1690 - 1762). Sposò Elisabeth-Marie-Louise-Nicole de Caylard de Toiras d'Amboise (30 luglio 1715).
7. François X de La Rochefoucauld (figlio di Alexandre) (1717–1718)
8. François XI de La Rochefoucauld (figlio di Alexandre) (1720–1721)
9. Marie-Louise-Elisabeth (figlia di Alexandre). Dal momento che Alexandre non aveva avuto eredi maschi sopravvissutigli, con lettera patente di Luigi XV di Francia, il titolo di Duca de La Rochefoucauld venne trasmesso per via maschile da Marie-Louise-Elisabeth a condizione che egli sposasse un membro della famiglia de La Rochefoucauld. Sposò (28 febbraio 1732) suo cugino Jean-Baptiste Louis Frédéric de La Rochefoucauld de Roye, duca d'Anville.
10. Louis-Alexandre de La Rochefoucauld (1743–1792, assassinato), figlio di Marie-Louise-Elisabeth e Jean-Baptiste. Ereditò due titoli ducali ed è conosciuto col doppio titolo di Duca de La Rochefoucauld-d'Anville. Fu membro dell'Académie des sciences, membro dell'Assemblea dei notabili del 1787, deputato della nobiltà agli Stati Generali del 1789. Inizialmente membro del Club dei Giacobini, fu vittima dei Massacri di settembre a Gisors, assassinato da un gruppo di soldati repubblicani volontari. Morì senza eredi maschi ed il suo titolo passò al suo primo cugino.

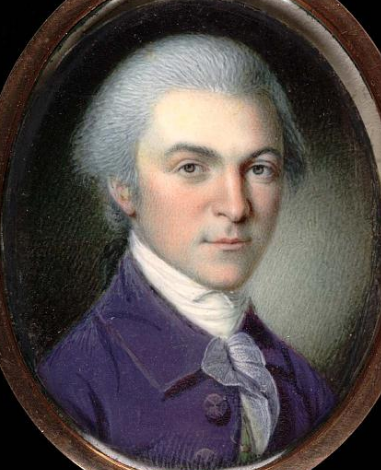
Le Duc de la Rochefoucauld-Liancourt
11. François XII duc de La Rochefoucauld-Liancourt (Parigi, 11 gennaio 1747 - 27 marzo 1827). Filantropo, creatore dell'École des Arts et Métiers, fece propaganda per i vaccini in Francia. Fu lui che, il 12 luglio 1789, rispose a Luigi XVI di Francia il quale chiese "E' una rivolta?": "No, Sire, è una Rivoluzione". Membro dell'Assemblea nazionale costituente, fuggì all'estero; fu su posizioni liberali durante la Restaurazione borbonica.
12. François XIII de La Rochefoucauld, duca de La Rochefoucauld (Parigi, 8 settembre 1765 - 3 settembre 1848). Sposò Marie-Françoise de Tott (1770–1854), a La Haye (24 settembre 1793). Suoi fratelli furono: Frédéric Gaëtan, marchese de La Rochefoucauld-Liancourt, (1779–1863) e Alexandre-François, conte de La Rochefoucauld (1767-1841)
13. François XIV de La Rochefoucauld, duca de La Rochefoucauld (Le Hague, 11 settembre 1794 - Parigi, 11 dicembre 1874). Sposò (Parigi, 10 giugno 1817) Zénaide Chapt de Rastignac (Parigi, 1798 - Parigi, 19 dicembre 1875). Alfred de La Rochefoucauld, duca de La Roche-Guyon, secondo figlio di François XIV de La Rochefoucauld e Zénaide Chapt de Rastignac e diede inizia al ramo cadetto della famiglia dei La Rochefoucauld-La Roche-Guyon.
14. François XV de La Rochefoucauld, duca de La Rochefoucauld (14 aprile 1818 - 4 dicembre 1879). Sposò (Parigi, 1852) Radegonde-Euphrasie Bouvery (Parigi, 13 marzo 1832 - Parigi, 7 novembre 1901).
15. François-Alfred-Gaston XVI, duca de La Rochefoucauld (Parigi, 21 aprile 1853 - Monaco, 24 febbraio 1925). Sposò (11 febbraio 1892) Matti-Elizabeth Mitchell (Portland (Oregon), 28 agosto 1866 - Parigi, 21 febbraio 1933), figlia di John H. Mitchell.
16. François XVII de La Rochefoucauld (François-Marie-Alfred) (Parigi, 25 giugno 1905 - Parigi, 11 marzo 1909), erede presuntivo, morto piccolo
17. Marie-François-Gabriel-Alfred, duca de La Rochefoucauld (Parigi, 27 settembre 1854 - Parigi, 29 luglio 1926). Fratello di François XV, il titolo ducale venne trasferito a lui nel 1925. Sposò (5 giugno 1884) Pauline Piscatory de Vaufreland.
18. Jean de La Rochefoucauld, duca de La Rochefoucauld, duca de Liancourt, principe di Marcillac, duca d'Anville (Parigi, 10 marzo 1887 - Parigi, 3 gennaio 1970). Sposò (Parigi, 27 dicembre 1917) Edmée Frish de Fels (Parigi, 1895–1991).
19. François XVIII de La Rochefoucauld, duca de La Rochefoucauld, duca de Liancourt, duca d'Anville (Parigi, 12 dicembre 1920 – 29 novembre 2011). Sposò (Parigi, 11 ottobre 1950) Sonia Marie Matossian.
20. François XIX de La Rochefoucauld (François-Alexandre), XV duca de La Rochefoucauld, X duca de Liancourt, duca d'Anville, principe di Marcillac (n. 2 aprile 1958, Neuilly-sur-Seine), figlio di François XVIII.

François de La Rochefoucauld, XI duca di Liancourt, principe di Marcillac (n. 1986), figlio di François XIX, è l'erede presuntivo attuale al titolo ducale.

## Altri membri famosi

### Militari
- Charles de La Rochefoucauld (1520–1583), militare
- Jean-Baptiste Louis Frédéric de La Rochefoucauld de Roye (1707-1746), militare

### Ecclesiastici
- François de La Rochefoucauld (1558-1645), cardinale
- Frédéric-Jérôme de La Rochefoucauld (1701-1757), cardinale
- Pierre-Louis de La Rochefoucauld (1744-1792), vescovo, vittima dei massacri di settembre a Parigi
- François-Joseph de La Rochefoucauld (1736-1792), vescovo, vittima dei massacri di settembre a Parigi
- Dominique de La Rochefoucauld (1712-1800), cardinale

### Politici e diplomatici
- Louis François Sosthènes I, visconte de La Rochefoucauld, duc de Doudeauville detto Sosthène de La Rochefoucauld (1785-1864), II duca di Doudeauville, direttore del museo di Belle Arti e politico ultrarealista durante la Restaurazione
- Sosthène II de La Rochefoucauld (1825-1908), IV duca di Doudeauville, ambasciatore di Francia, figlio cadetto del precedente